# Malgovert (film, 1953)
Pour l’article homonyme, voir Centrale de Malgovert.
Pour plus de détails, voir Fiche technique et Distribution.
Malgovert est un court métrage français réalisé par Georges Rouquier, sorti en 1953.

## Fiche technique
- Titre : Malgovert
- Réalisation : Georges Rouquier
- Commentaires et montage : Daniel Lecomte
- Directeur de la photographie  : André Dumaître et R. Picon-Borel
- Ingenieur du son : Lecuyer
- Musique : Claude Arrieu
- Pays d'origine :  France
- Durée : 24 minutes

## Récompenses et distinctions
- 1954 : Festival de São Paulo et Mar del Plata : mention spéciale